# Кючукхадър
Кючукхадър (на турски: Küçükhıdır) е село в Източна Тракия, Турция, Вилает Родосто.

## География
Селото се намира на 15 км източно от Малгара.

## История
В началото на 20 век Кючукхадър е село в Малгарска кааза на Османската империя. Според статистиката на професор Любомир Милетич в 1912 година в селото живеят 40 семейства помаци, смесени с турци.